# Челебић
Челебић је насељено мјесто у Босни и Херцеговини, у граду Ливну, које административно припада Федерацији Босне и Херцеговине. Према попису становништва из 2013. године, у насељу је живјело 133 становника.

## Географија
Смештено је између села Ковачића и Бојмуната.

## Историја

### Други светски рат
У Челебићу су хрватске усташе на Огњену Марију 30. јула 1941. године српске жене и децу одвеле у школу где су их мучили, силовали, масакрирали и без употребе ватреног оружја убијали на разне зверске начине. Њихова тела су превожена коњским колима до јама које су копале мештанке Хрватице и тамо су их побацали. Масовна гробница се налази испод самог села Челебић на месту званом Барјак.